# 國家希望運動
國家希望運動（法語：Mouvement National d'Esperance）是北非國家阿爾及利亞的一個小型政黨，他在2007年5月17日舉行的全國人民議會選舉中得到1.73%選票，因而獲得議會內389個議席當中的2席；並於2012年5月10日舉行的選舉中成功維持已有的議席。